# Escaudain
Escaudain (prononcer [ekodɛ̃], « Écaudain ») est une commune française située dans le département du Nord, en région Hauts-de-France.

## Géographie
Escaudain est située près de la ville de Denain.

### Communes limitrophes
| Erre   | Hornaing  | Hélesmes Wallers |
| Abscon | Escaudain | Denain           |
| Rœulx  | Rœulx     | Lourches         |

### Hydrographie
La commune est située dans le bassin Artois-Picardie. Elle n'est drainée par aucun cours d'eau,.

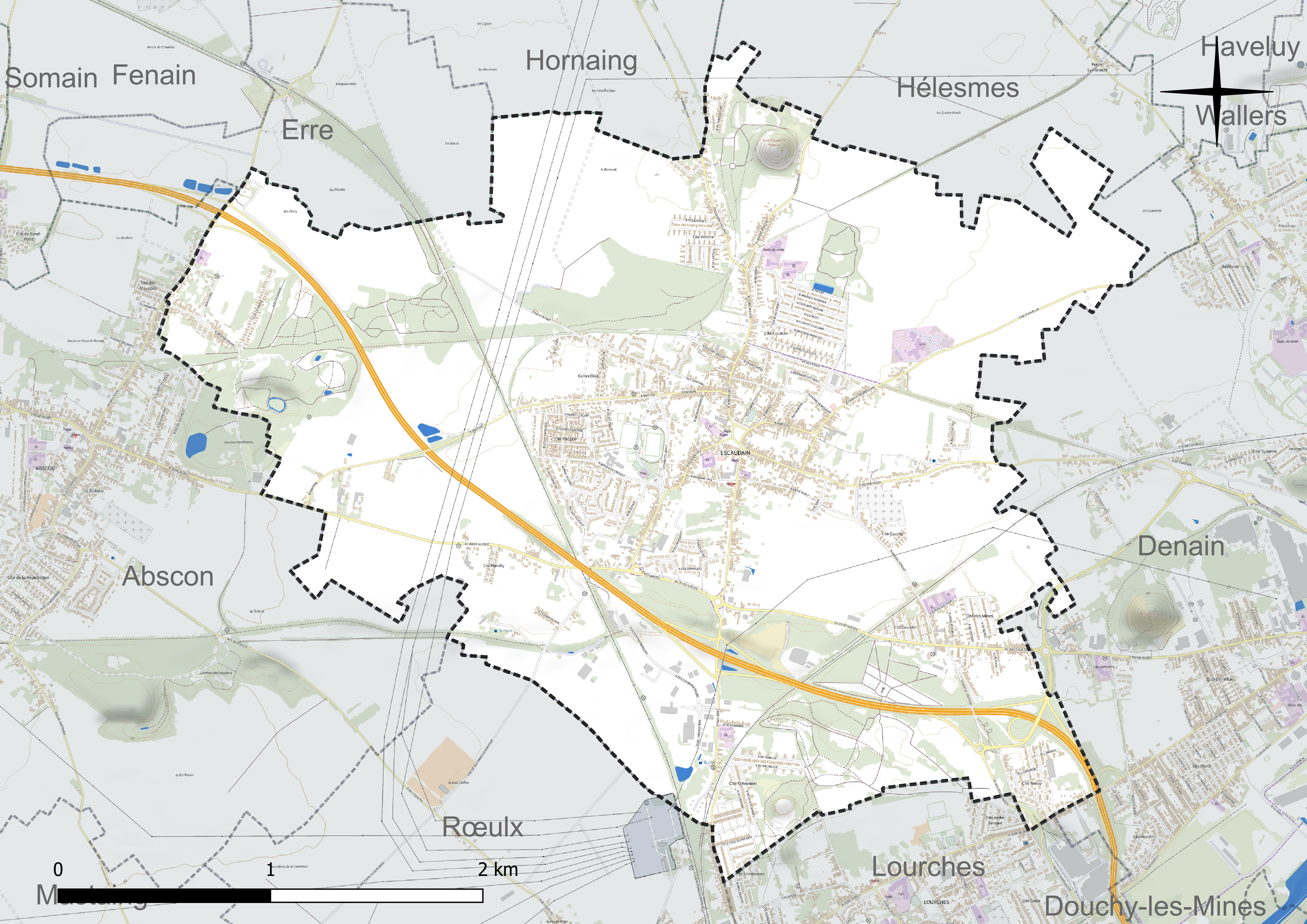
Réseau hydrographique d'Escaudain.

### Climat
Pour des articles plus généraux, voir Climat des Hauts-de-France et Climat du Nord.
En 2010, le climat de la commune est de type climat océanique dégradé des plaines du Centre et du Nord, selon une étude du CNRS s'appuyant sur une série de données couvrant la période 1971-2000. En 2020, Météo-France publie une typologie des climats de la France métropolitaine dans laquelle la commune est exposée à un climat océanique et est dans la région climatique  Nord-est du bassin Parisien, caractérisée par un ensoleillement médiocre, une pluviométrie moyenne régulièrement répartie au cours de l'année et un hiver froid (3 °C). 
Pour la période 1971-2000, la température annuelle moyenne est de 10,5 °C, avec une amplitude thermique annuelle de 14,7 °C. Le cumul annuel moyen de précipitations est de 713 mm, avec 11,7 jours de précipitations en janvier et 9,5 jours en juillet. Pour la période 1991-2020, la température moyenne annuelle observée sur la station météorologique la plus proche, située sur la commune de Valenciennes à 13 km à vol d'oiseau, est de 11,0 °C et le cumul annuel moyen de précipitations est de 694,1 mm,. Pour l'avenir, les paramètres climatiques de la commune estimés pour 2050 selon différents scénarios d'émission de gaz à effet de serre sont consultables sur un site dédié publié par Météo-France en novembre 2022.

## Urbanisme

### Typologie
Au 1er janvier 2024, Escaudain est catégorisée ceinture urbaine, selon la nouvelle grille communale de densité à sept niveaux définie par l'Insee en 2022.
Elle appartient à l'unité urbaine de Valenciennes (partie française), une agglomération internationale regroupant 56  communes, dont elle est une commune de la banlieue,,. Par ailleurs la commune fait partie de l'aire d'attraction de Valenciennes (partie française), dont elle est une commune de la couronne,. Cette aire, qui regroupe 102 communes, est catégorisée dans les aires de 200 000 à moins de 700 000 habitants,.

### Occupation des sols
L'occupation des sols de la commune, telle qu'elle ressort de la base de données européenne d'occupation biophysique des sols Corine Land Cover (CLC), est marquée par l'importance des territoires agricoles (57,2 % en 2018), en augmentation par rapport à 1990 (55,3 %). La répartition détaillée en 2018 est la suivante : 
terres arables (46,4 %), zones urbanisées (31,1 %), zones agricoles hétérogènes (10,8 %), milieux à végétation arbustive et/ou herbacée (8,1 %), zones industrielles ou commerciales et réseaux de communication (3,6 %). L'évolution de l'occupation des sols de la commune et de ses infrastructures peut être observée sur les différentes représentations cartographiques du territoire : la carte de Cassini (XVIIIe siècle), la carte d'état-major (1820-1866) et les cartes ou photos aériennes de l'IGN pour la période actuelle (1950 à aujourd'hui).

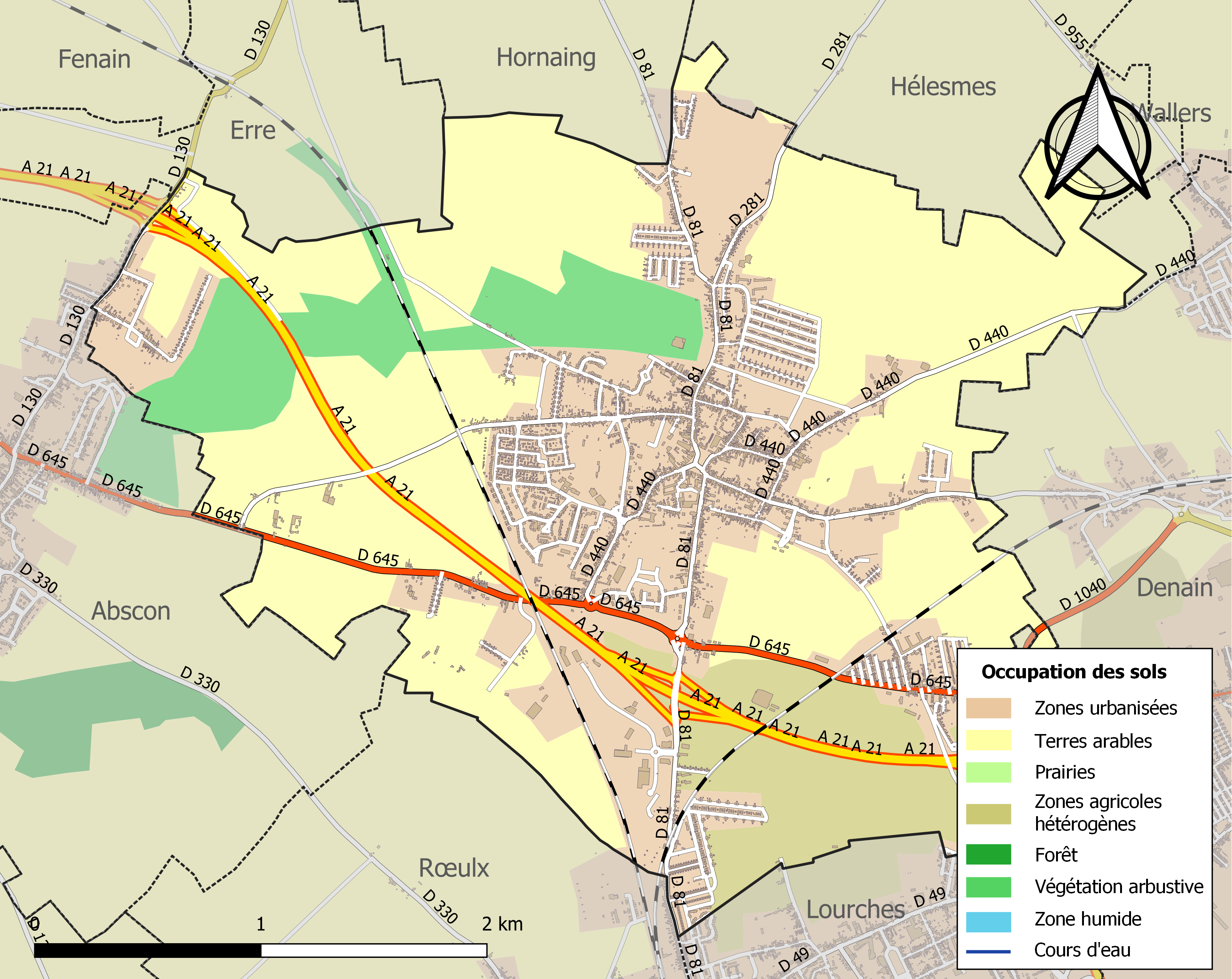
Carte des infrastructures et de l'occupation des sols de la commune en 2018 (CLC).

### Voies de communications et transports
La commune est desservie par les lignes 4, 105 et 111 du réseau urbain Transvilles et par la ligne 811 du réseau interurbain Arc-en-Ciel 3.

## Toponymie
- Le nom d'Escaudain vient d'isca Devona, le fleuve de la Déesse. Tous nos fleuves ont porté le nom d'une déesse celte.
- Scaldinius, cartulaire de Saint-Amand;899. Scaldinium, id; 1107. Scaldonerium, Meyer, annales de Flandres. Scaldeng, charte du tournoi d'Anchin; 1096. Scalden, cartulaire de Vicogne; 1147. Scauden. Escaudeng, cartulaire de Vicogne; 1238[14]
- Schouden en flamand[15].

## Histoire
En 847 le village fut donné à l'Abbaye de Saint-Amand par Charles II le Chauve.
En 877 huit manses du village sont données à l'Abbaye d'Hasnon.
En 899 Charles le Simple  ratifie la donation.
L'Abbaye des Dames de Beaumont qui y a déclaré des terres en 1602.
Catastrophe du 28 juillet 1934 à la Fosse Saint-Mark. Un éboulement de galerie sur une trentaine de mètres cause la mort de deux mineurs polonais Wladislaw Kosick et François Zybeck. Trois autres mineurs sont grièvement blessés.

## Politique et administration

### Liste des maires
Maire de 1802 à 1808 : P. Tréca,.
| Période                                  | Période      | Identité                       | Étiquette | Qualité |
| ---------------------------------------- | ------------ | ------------------------------ | --------- | --- |
| Les données manquantes sont à compléter. |              |                                |           | |
| Maire en 1881                            |              | H. Cartigny                    |           | Cultivateur |
| Les données manquantes sont à compléter. |              |                                |           | |
| 1900                                     |              | F. Dhénain                     |           | |
| 1904                                     | 1908         | L. Nortier                     |           | |
| 1908                                     |              | A. Paris                       |           | |
| Les données manquantes sont à compléter. |              |                                |           | |
| 1919                                     |              | A. Hacquet                     |           | |
| 1925                                     | 1944         | Eugène Rossy (1879-1944)       | SFIO      | Ouvrier mineur Conseiller général de Denain (1928 → 1934) Conseiller d'arrondissement de Denain (1925 → 1928) |
| 1945                                     | mai 1953     | M. Moriamez                    |           | |
| mai 1953                                 | mars 1965    | Jules Pintiau                  |           | |
| mars 1965                                | mars 1977    | Jules Pétillon                 |           | |
| mars 1977                                | octobre 1997 | Francis Chevalier, (1925-2024) | PCF       | Ancien galibot et cheminot SNCF, ancien résistant FTPF Conseiller régional du Nord-Pas-de-Calais (1979 → 1982) Conseiller général de Denain (1982 → 1994) Président du SIVOM de Denain (1977 → 1983) Démissionnaire |
| octobre 1997                             | mars 2014    | Jacky Laure                    | PCF       | Premier adjoint au maire (1977 → 1997) |
| mars 2014                                | En cours     | Bruno Saligot                  | PCF       | Cadre de la Sécurité sociale des mines Réélu pour le mandat 2020-2026 |

### Instances judiciaires et administratives
La commune relève du tribunal d'instance de Valenciennes, du tribunal de grande instance de Valenciennes, de la cour d'appel de Douai, du tribunal pour enfants de Valenciennes, du conseil de prud'hommes de Valenciennes, du tribunal de commerce de Valenciennes, du tribunal administratif de Lille et de la cour administrative d'appel de Douai.

### Jumelages
- Ruhla (Allemagne)
- Les Bons Villers (Belgique)

## Population et société

### Démographie

#### Évolution démographique
L'évolution du nombre d'habitants est connue à travers les recensements de la population effectués dans la commune depuis 1806. Pour les communes de moins de 10 000 habitants, une enquête de recensement portant sur toute la population est réalisée tous les cinq ans, les populations de référence des années intermédiaires étant quant à elles estimées par interpolation ou extrapolation. Pour la commune, le premier recensement exhaustif entrant dans le cadre du nouveau dispositif a été réalisé en 2006.

En 2022, la commune comptait 9 060 habitants, en évolution de −5,51 % par rapport à 2016 (Nord : +0,51 %, France hors Mayotte : +2,11 %).
| 1806 | 1821 | 1831  | 1836  | 1841  | 1846  | 1851  | 1856  | 1861  |
| ---- | ---- | ----- | ----- | ----- | ----- | ----- | ----- | ----- |
| 845  | 975  | 1 130 | 1 226 | 1 621 | 1 836 | 2 028 | 2 112 | 2 635 |

| 1866  | 1872  | 1876  | 1881  | 1886  | 1891  | 1896  | 1901  | 1906  |
| ----- | ----- | ----- | ----- | ----- | ----- | ----- | ----- | ----- |
| 2 720 | 3 210 | 3 385 | 3 633 | 3 643 | 3 877 | 3 965 | 4 200 | 4 405 |

| 1911  | 1921  | 1926   | 1931   | 1936   | 1946   | 1954   | 1962   | 1968   |
| ----- | ----- | ------ | ------ | ------ | ------ | ------ | ------ | ------ |
| 4 966 | 5 443 | 10 101 | 11 238 | 10 728 | 10 486 | 11 726 | 11 705 | 11 770 |

| 1975   | 1982  | 1990  | 1999  | 2006  | 2011  | 2016  | 2021  | 2022  |
| ------ | ----- | ----- | ----- | ----- | ----- | ----- | ----- | ----- |
| 10 673 | 9 835 | 9 328 | 9 328 | 9 070 | 9 164 | 9 588 | 9 253 | 9 060 |

#### Pyramide des âges
La population de la commune est relativement jeune.
En 2018, le taux de personnes d'un âge inférieur à 30 ans s'élève à 43,3 %, soit au-dessus de la moyenne départementale (39,5 %). À l'inverse, le taux de personnes d'âge supérieur à 60 ans est de 20,7 % la même année, alors qu'il est de 22,5 % au niveau départemental.
En 2018, la commune comptait 4 538 hommes pour 5 107 femmes, soit un taux de 52,95 % de femmes, légèrement supérieur au taux départemental (51,77 %).
Les pyramides des âges de la commune et du département s'établissent comme suit.
| Hommes | Classe d’âge | Femmes |
| ------ | ------------ | ------ |
| 0,4    | 90 ou +      | 1,0    |
| 5,3    | 75-89 ans    | 9,1    |
| 12,0   | 60-74 ans    | 13,4   |
| 17,4   | 45-59 ans    | 16,6   |
| 19,7   | 30-44 ans    | 18,4   |
| 20,4   | 15-29 ans    | 18,9   |
| 24,9   | 0-14 ans     | 22,6   |

| Hommes | Classe d’âge | Femmes |
| ------ | ------------ | ------ |
| 0,5    | 90 ou +      | 1,4    |
| 5,3    | 75-89 ans    | 8,1    |
| 14,8   | 60-74 ans    | 16,2   |
| 19,1   | 45-59 ans    | 18,4   |
| 19,5   | 30-44 ans    | 18,7   |
| 20,7   | 15-29 ans    | 19,1   |
| 20,2   | 0-14 ans     | 18     |

### Lieux de cultes
- La tour de l'église paroissiale date du XVe siècle en pierre blanche d'Avesnes-le-Sec. Derrière le chœur les restes d'un bas-relief porte la date de 1754.
- Une mosquée a été bâtie par les anciens mineurs en 1990, dans les anciens locaux de la savonnerie L'Empereur.

### Sports

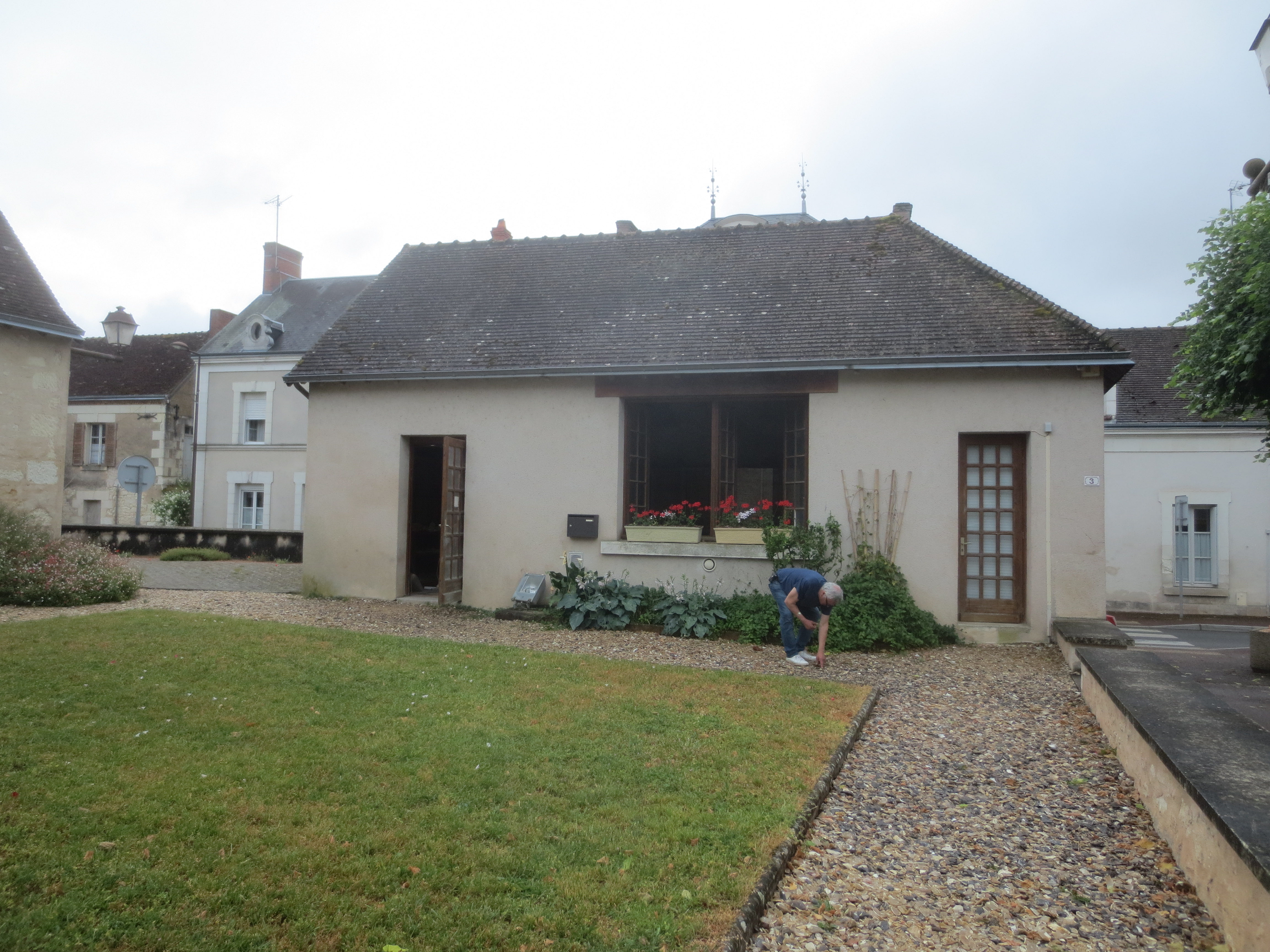
Hubert Pamart ramassant des silex devant le musée de la pierre à fusil à Meusnes en 2023

- Tennis Club
- Association Sportive de Tir une ancienne société de tir fondée en 1896[31] dont l'équipe de tir au pistolet à silex ( Dournel, Pamart et Sonnaert) a été championne de France en 2022 à Chinon[32],[33].
- Club de Tir à L'arc
- Club de football
- Club de basket

## Culture locale et patrimoine

### Lieux et monuments
- La ville d'Escaudain a conservé le terril d'Audiffret au nord de la ville.
- La gare d'Escaudain
- Le site des soufflantes. Le vestige dit "les soufflantes" est le dernier élément construit du plus grand ensemble sidérurgique du bassin minier du Nord Pas de Calais. L'installation de cette soufflante à gaz de haut fourneau se situe en 1920-1923 et sa mise en service en 1926. Elle a fonctionné jusqu'en 1960[34].
- Le musée de la mine et des traditions populaires
- La fosse Saint-Mark
- Le cavalier d'Azincourt

### Personnalités liées à la commune
- Madeleine Porquet (1916-1986), institurice et directrice de l'école (1951-1954) en pédagogie Freinet

- Félicien Joly (1919-1941), instituteur
- Henri Lebon (1911-1976), flutiste
- Charles Samoy (1939- ), footballeur
- Henri de Scauden (?-1265), 51e abbé de Saint-Amand[16]
- Édouard Stako (1934-2008), footballeur

### Héraldique
| Blason de Escaudain | Blason  | Écartelé : au 1er de gueules à trois écussons d'or et à la cotice d'azur brochante, au 2e d'azur à la bande vivrée d'or côtoyée de six trèfles du même, trois en chef et trois en pointe, au 3e d'azur semé de fleurs de lys d'or, au 4e de gueules à la tour d'or ouverte et maçonnée de sable. |
| Blason de Escaudain | Détails | Adopté par la municipalité. |

## Pour approfondir